# Gloria Paris
Gloria Paris est une metteur en scène et comédienne de théâtre. Née à Rieti en Italie, elle vit et travaille en France depuis 1985. Ancienne élève de Marcel Marceau et Mario Gonzalez, elle fait sa première mise en scène, Les femmes savantes de Molière au Jeune Théâtre National (JTN) en 1994, et crée sa compagnie CHANT V. 
Entre 2002 et 2006, en partenariat avec le Théâtre de l'Athénée Louis-Jouvet à Paris et l’Arc-en-ciel Théâtre de Rungis elle met en scène des textes de Jean Cocteau, Copi et Eduardo De Filippo. Entre 2008 et 2010, elle est artiste associée au Théâtre du Nord CDN de Lille - Tourcoing et elle travaille sur Goldoni, Eugène Labiche et Jean Genet. 
Parallèlement, la compagnie CHANT V est en résidence au Théâtre de Rungis de 2005 à 2009,  et elle participe à l'action culturelle sur le territoire en faisant des interventions en milieu scolaire et associatif, et du théâtre en appartement. 
Depuis 2012, elle questionne la rencontre du corps dansant et de la parole théâtrale. Avec le danseur et chorégraphe français Daniel Larrieu ils créent le spectacle Divine d’après Notre-Dame-des-Fleurs de Genet. Elle accompagne Cristiana Morganti du Tanztheater de Pina Bausch dans la création de son solo Jessica and Me.   
Dans le cadre d’un partenariat avec le théâtre de Saint Quentin en Yvelines Scène Nationale, elle développe des actions culturelles et crée en 2014 Les insatiables d’après Marchands de caoutchouc de Hanokh Levin. En 2017 elle traduit, avec Yannic Mancel, et met en scène Cages d’après la trilogie de Stefano Massini (La cage-fille de notaire, Zones d’ombre, Version des faits) à L’Apostrophe Scène Nationale de Cergy-Pontoise et depuis elle anime entre autres un atelier de théâtre à l’hôpital de Pontoise au service de psychopathologie de l’adolescent.
En 2016, elle dirige Les Femmes savantes de Molière, un atelier/spectacle, au festival de Wuzhen en Chine, avec les acteurs de l'Université Normale de Shanghai dirigé par Ivan Ruviditch. 
En 2018 elle crée Galilée, le mécano des auteurs italiens Marco Paolini, Francesco Niccolini et Michela Signori, avec Jean Alibert au Théâtre de la Reine Blanche à Paris et à Avignon.
Depuis  20 ans en parallèle de son activité de metteur en scène elle pratique la transmission dans différentes écoles d’art dramatique, mais aussi dans des établissements scolaires autour de ses mises en scène.
En 2007, avec la complicité de Yannic Mancel, ancien conseiller artistique du Théâtre du Nord, elle découvre le plaisir de traduire en français sa langue maternelle; elle réalise la version française de Les amoureux de Goldoni, Pièce Noire de Enzo Moscato (2009 ), Le Cas B de Fausto Paravidino (2012).

## Mises en scène
- 1994 : Les femmes savantes de Molière, Jeune Théâtre National[2]
- 1996 : La fausse suivante de Marivaux, Théâtre de la Tempête[6], Théâtre de l’Est parisien
- 1999 : Hedda Gabler d'Henrik Ibsen, Théâtre de la Croix-Rousse, Théâtre de l'Est parisien
- 2002 : La Machine infernale de Jean Cocteau, Théâtre de l'Athénée Louis-Jouvet
- 2004 : Eva Perón de Copi, Théâtre de l'Athénée Louis-Jouvet
- 2006 : Filumena Marturano d'Eduardo De Filippo, Théâtre de l'Athénée Louis-Jouvet
- 2008 : Les Amoureux de Carlo Goldoni, Théâtre du Nord, Théâtre de l'Ouest parisien
- 2009 : C'est pas pour me vanter... La Grammaire et 29 degrés à l'ombre d'Eugène Labiche, Théâtre du Nord
- 2012 : Divine, Théâtre de l'Athénée Louis-Jouvet
- 2014: "Les insatiables" d'après Marchands de Caoutchouc d'Hanoch Levin, Théâtre de Saint-Quentin-en-Yvelines
- 2016 : Les Femmes savantes de Molière, Festival de Wuzhen, Chine
- 2017 : Cages d’après la trilogie de Stefano Massini (La cage-fille de notaire, Zones d’ombre, Version des faits), L’Apostrophe Scène Nationale de Cergy-Pontoise
- 2018 :  Galilée, le mécano de Marco Paolini, Francesco Niccolini et Michela Signori, Théâtre de la Reine Blanche à Paris et à Avignon.